# 나대용 생가 및 묘소
나대용 생가 및 묘소(羅大用 生家 및 墓所)는 대한민국 전라남도 나주시 문평면 오룡리에 있는, 조선 선조 때의 유명한 장군인 체암(遞菴) 나대용(1556∼1612)의 생가와 묘소가 있는 곳이다. 1977년 10월 20일 전라남도의 기념물 제26호로 지정되었다.

## 개요
조선 선조 때의 유명한 장군인 체암(遞菴) 나대용(1556∼1612)의 생가와 묘소가 있는 곳이다.
선조 16년(1583) 무과에 합격한 후 군함 연구에 관심을 갖고 10여년간 거북선을 연구 제작 실험하였다. 임진왜란이 일어나기 1년 전인 선조 24년(1591) 이순신 장군을 찾아가 거북선 제작을 협의하고 3척을 처음 진수하였다.
임진왜란이 일어나자 옥포해전, 명량해전, 노량해전 등에서 커다란 공을 세웠으며, 임진왜란 후에는 새로운 전함인 창선과 쾌속정인 해추선을 발명하였다. 1611년 경기수군을 관할하는 교동수사에 임명되었으나 전쟁 때 입은 상처가 도져서 부임하지 못하고 1612년 생을 마감하였다.『충무전서』,『난중일기』,『조선왕조실록』등에 그에 대한 기록이 전해진다.
전라남도 나주시 문평면 오룡리에 위치한 그의 생가는 남향집으로 앞면 4칸·옆면 1칸의 초가집이며, 묘소는 생가가 있는 마을에서 약 3km 떨어진 산기슭에 위치하고 있다.

## 같이 보기
- 나대용

## 참고 자료
- 나대용생가및묘소 - 국가유산청 국가유산포털